# Rigshospitalet
Das Rigshospitalet (deutsch Reichskrankenhaus), umgangssprachlich auch kurz „Riget“ (deutsch das Reich), ist, gemessen an der Bettenzahl, nach dem Universitätsklinikum Odense das größte Krankenhaus Dänemarks. Es ist Teil des Universitätsklinikums der Universität Kopenhagen und wird von der Region Hovedstaden betrieben.

## Lage
Das Rigshospitalet liegt am Fælledparken im Stadtteil Østerbro der Hauptstadt Kopenhagen zwischen den Straßen Blegdamsvej, Tagensvej und Nørre Allé. Es erfüllt nationale und regionale Funktionen in allen medizinischen Fachgebieten außer der Hauterkrankungen, Arbeitsmedizin und Kinderpsychiatrie. Das Krankenhaus gliedert sich in acht Zentren, welche administrativ und finanziell unabhängig voneinander geführt werden. Die sechs Behandlungs- und zwei interdisziplinären Zentren verfügen jeweils über mehrere Departments.

## Geschichte
Das Rigshospitalet wurde am 30. März 1757 unter dem Namen Kongelig Frederiks Hospital, benannt nach König Friedrich V, in der Bredgade im Zentrum Kopenhagens eröffnet. Ab 1903 war der Staat Eigentümer des Hauses.

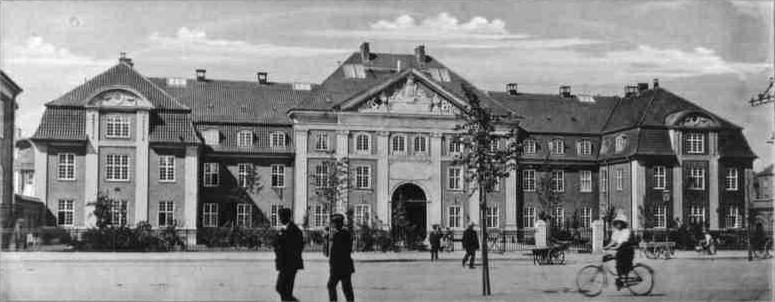
Das Rigshospitalet um 1910

1910 wurde ein vom Architekten Martin Borch entworfener Neubau am Blegdamsfælled eingeweiht. Gleichzeitig wurde das alte Frederiks Hospital geschlossen. Seit 1926 ist das Designmuseum Danmark in dem Gebäude beheimatet.
1958 wurde beschlossen, das Krankenhaus zu erweitern. Die neuen Gebäude entstanden zwischen 1960 und 1978. 1970 nahm das Rigshospital den ersten Teil des 16-stöckigen zentralen Komplexes in Betrieb. Der Bau des Südkomplexes wurde 1974 beendet.
In staatlichem Besitz war das Rigshospitalet bis 1995. Danach wurde es von der Hovedstadens Sygehusfællesskab, einer kommunalen Gesellschaft, übernommen. Seit 2007 wird das Rigshospitalet durch die Region Hovedstaden betrieben. Mit dieser Strukturreform endete im Jahr 2007 formell der gesetzliche Sonderstatus des Hauses. Bis dahin hatte das dänische Parlament, das Folketing, über die Zielsetzung und Entwicklung des Krankenhauses entschieden, was sich in § 2 des Gesetzes über die Hovedstadens Sygehusfællesskab widerspiegelte: „Die Sygehusfællesskab soll mit dem Rigshospitalet ein medizinisches Forschungszentrum für besondere Aufgaben in der Patientenversorgung, Forschung und Ausbildung gewährleisten.“
Hubschrauber zur Einlieferung von Notfallpatienten aus dem ganzen Land, von Schiffen und Ölplattformen landeten bis 2007 im nahe gelegenen Fælledpark. Am 2. November 2007 wurde mit Hilfe einer Spende der AP Møller und Chastine Mc-Kinney Møller Stiftung ein Hubschrauberlandeplatz auf dem Dach des Krankenhauses eingeweiht.

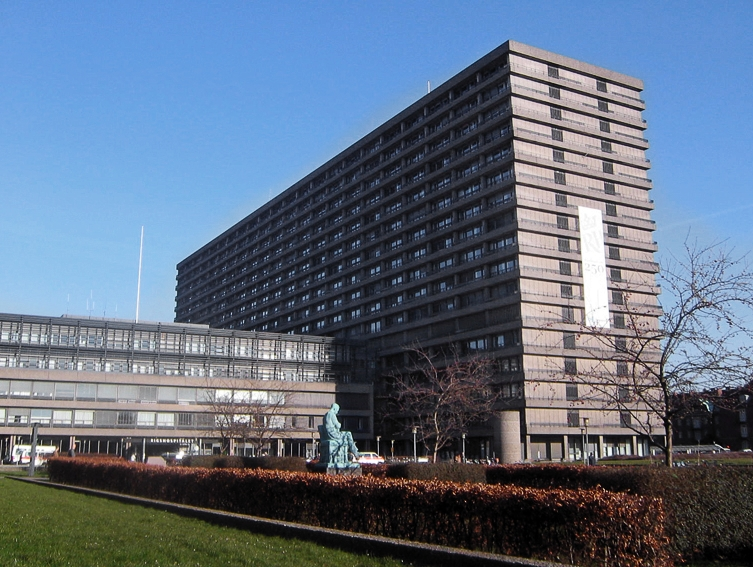
Das Rigshospitalet vom Blegdamsvej aus gesehen

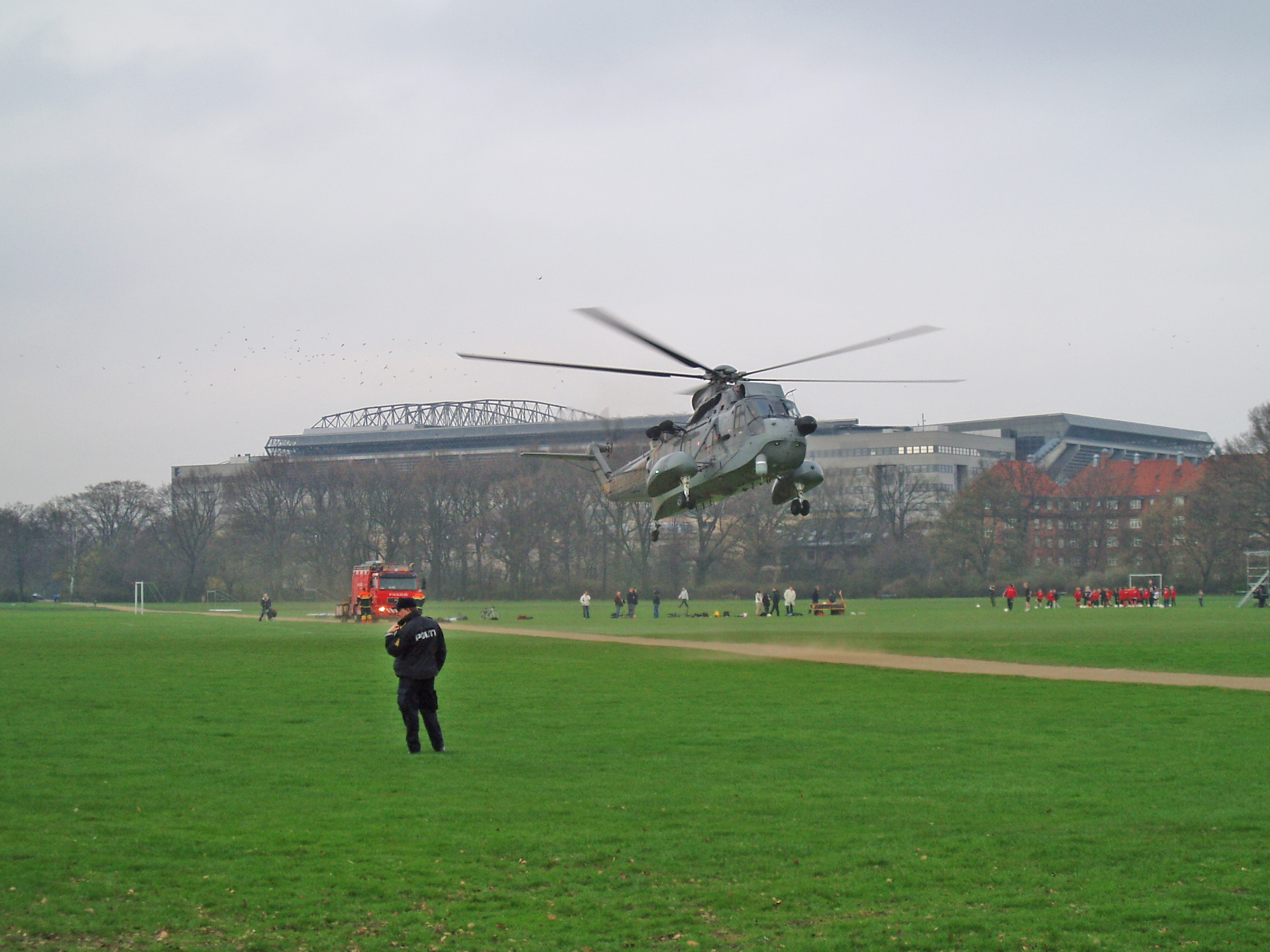
Hubschrauberlandung noch im Fælledparken
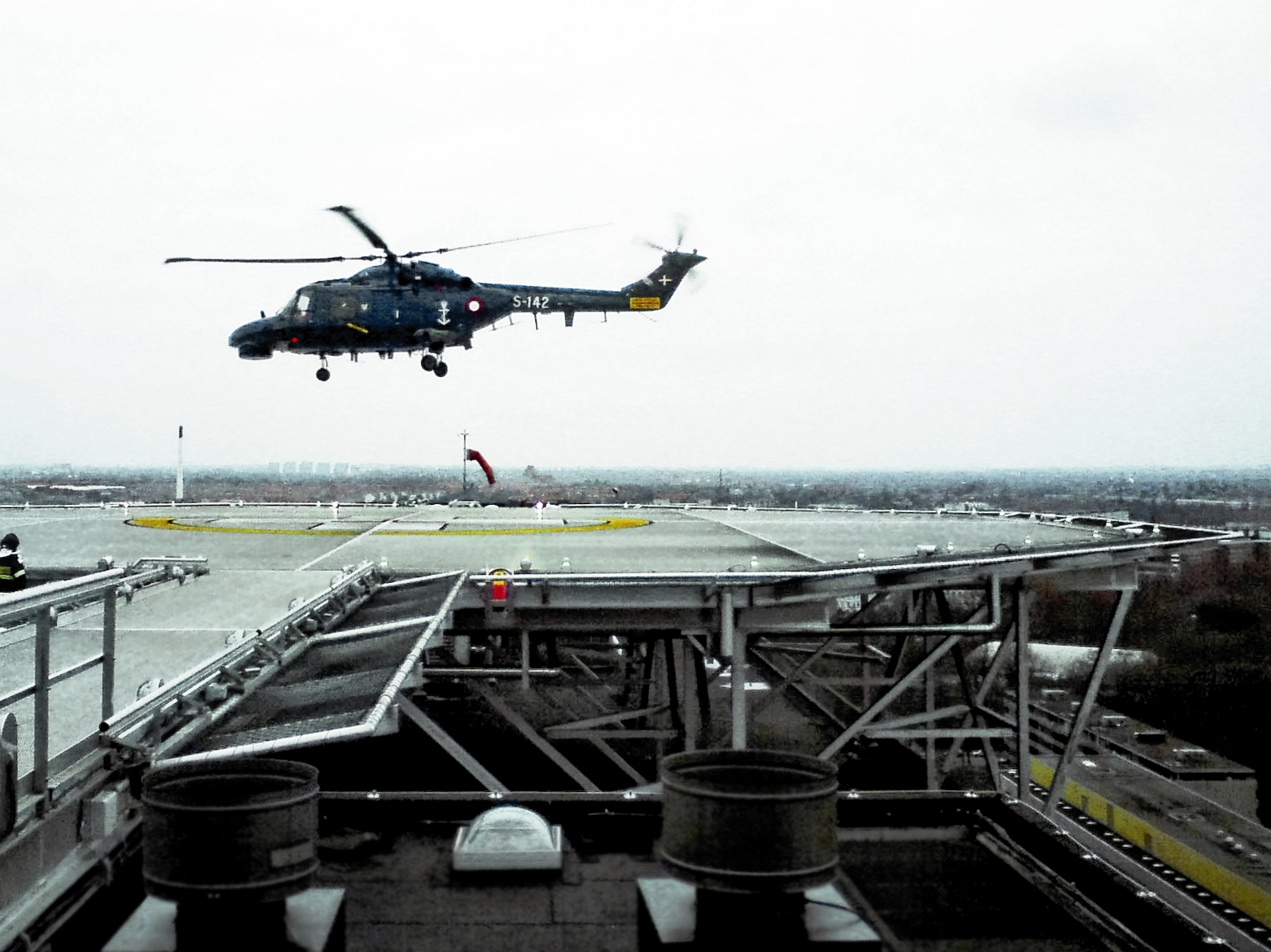
Hubschrauberstart 2009 vom Heliport

## Patientenversorgung, Forschung und Ausbildung

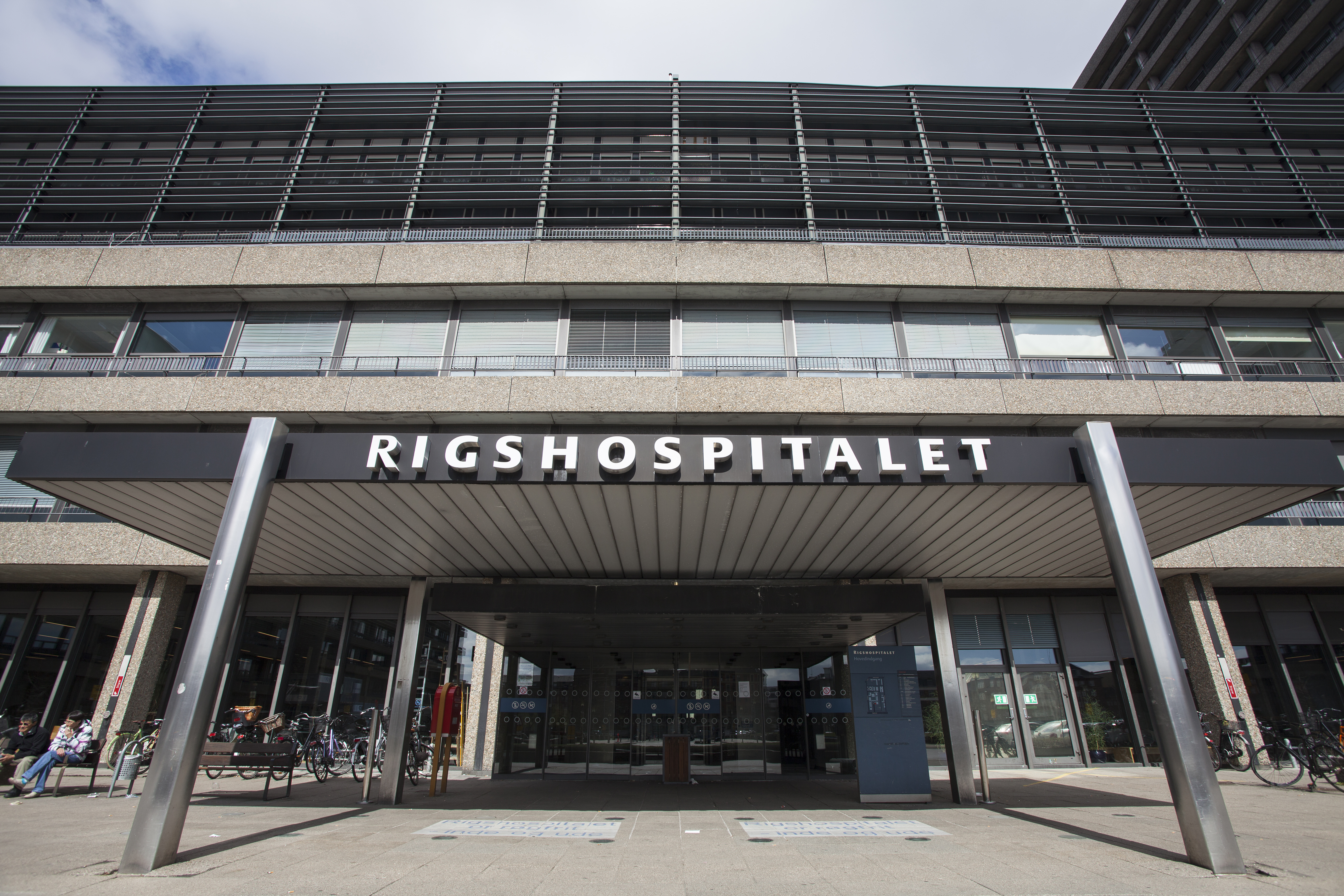
Haupteingang

Das Rigshospitalet ist ein hoch spezialisiertes Krankenhaus mit fast allen medizinischen Fachrichtungen, 1.118 Betten und etwa 7.717 Beschäftigten (Stand: 2012). Es werden jährlich etwa 65.000 Patienten stationär und 420.000 ambulant behandelt. 2010 wurden 49.517 Operationen durchgeführt. Etwa die Hälfte der Patienten kommt aus der Region Hovedstaden (mit Bornholm), während der Rest aus anderen Teilen Dänemarks, in erster Linie Sjælland, Grönland und den Färöer-Inseln, sowie aus dem Ausland kommt.
Als Teil des Universitätsklinikums der Kopenhagener Universität ist das Krankenhaus fest in die klinische Ausbildung von Medizinstudenten eingebunden.
Das Nordic Cochrane Centre der Cochrane Collaboration hat seinen Sitz im Rigshospitalet. Ebenso beherbergt es das universitäre Zentrum für Pflege und Pflegeforschung. In unmittelbarer Nachbarschaft befinden sich zudem das Panum-Institut mit dem Mærsk Turm, der Sitz der Fakultät für Gesundheitswissenschaften der Universität Kopenhagen, und der Copenhagen Bio Science Park (COBIS).

## Soziale und kulturelle Bedeutung

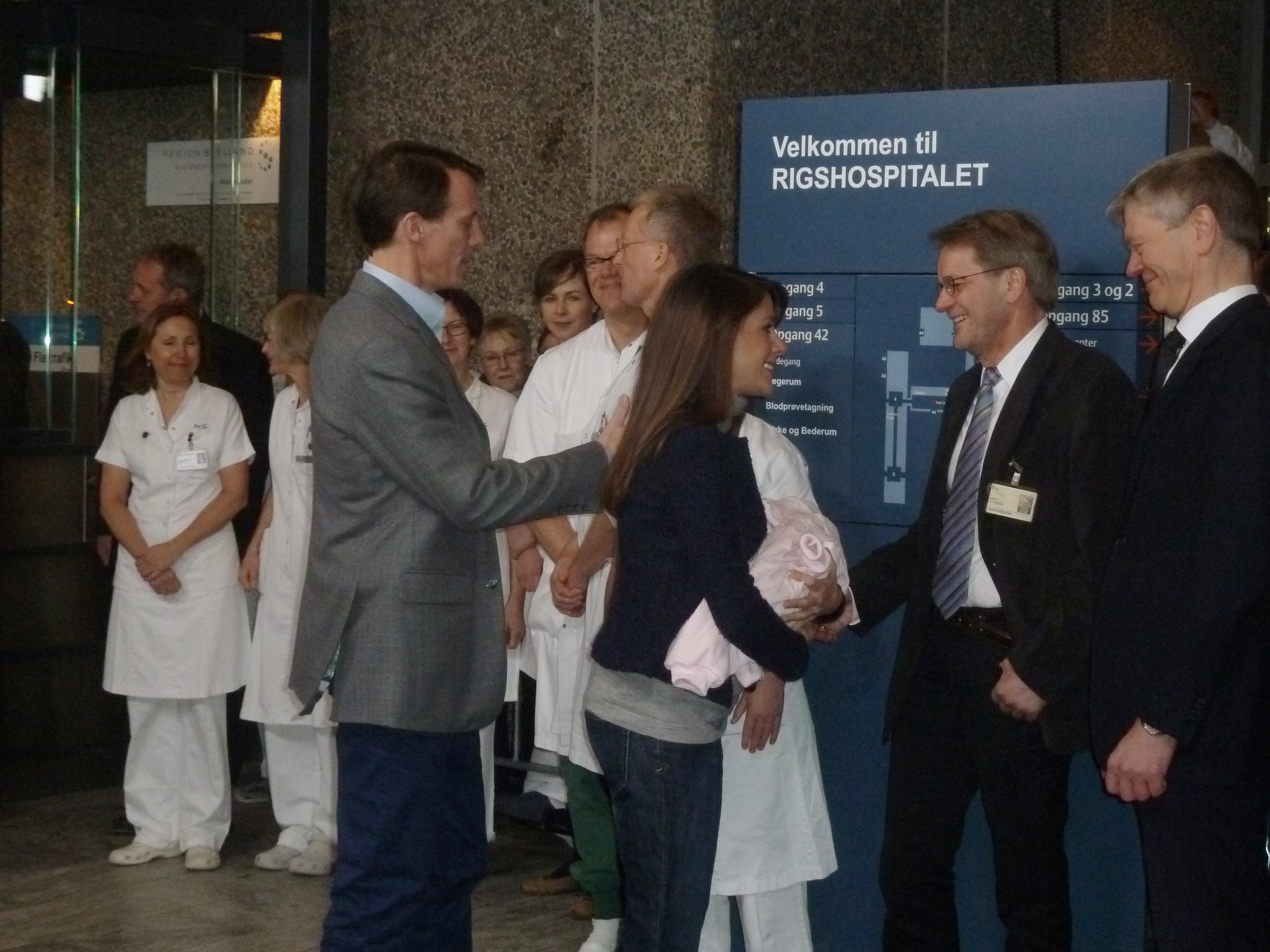
Prinz Joachim und Prinzessin Marie mit ihrer drei Tage alten Tochter Athena im Rigshospitalet

Das Rigshospitalet wurde international bekannt als Handlungsort der Miniserie Hospital der Geister des dänischen Regisseurs Lars von Trier für das dänische Fernsehen. Der dänische Originaltitel war Riget („Das Reich“).
Kronprinzessin Mary von Dänemark gebar im Rigshospitalet ihre vier Kinder von Kronprinz Frederik: Christian, Isabella, Vincent und Josephine.
Auch die Kinder von Prinz Joachim, Nikolai, Felix, Henrik und Athena, wurden im Haus geboren.
1926 brachte Astrid Lindgren ihren Sohn Lars (genannt Lasse, gest. 1986) heimlich in der Klinik zur Welt.